# Alucita homotrocha
Alucita homotrocha là một loài bướm đêm thuộc họ Alucitidae. Loài này có ở Zimbabwe.